# Wittenberge

Wittenberge er en by i den tyske delstat Brandenburg, og den største by i Landkreis Prignitz.

## Geografi
Wittenberge ligger i den nordvestlige del af Brandenburg i landskabet Prignitz, ca. 11 km sydvest for administrationsbyen Perleberg. Den ligger på den nordlige bred af floden Elben, på det sted hvor floden Stepenitz løber sammen med Elben. Byen ligger cirka midt mellem Berlin-Hamborg og Rostock-Magdeburg.

### Bydele og bebyggelser
- Bentwisch,
- Garsedow,
- Hinzdorf,
- Lindenberg,
- Lütjenheide,
- Schadebeuster
- Zwischendeich.

## Historie
I 1686 og 1757 var der store bybrande i byen . Disse ulykker krævede ligesom oversvømmelserne i 1709 og 1761 mange ofre. I 1820 fik byen damskibsforbindelse på en rute mellem Berlin og Hamborg. Bygningen af jernbanelinjen Berlin-Hamborg i 1846 linjen til Magdeburg i 1847 øgede byens betydning.
- Wikimedia Commons har flere filer relateret til Wittenberge